# Тимченко Трохим Іванович
Трохим Іванович Тимченко (нар. 1895, село Громославка, тепер Волгоградської області, Російська Федерація — 9 серпня 1944, місто Вінниця) — радянський діяч, секретар Вінницького обласного комітету КП(б)У.

## Біографія
З 1918 до 1923 року служив у Червоній армії, учасник громадянської війни в Росії.
Член ВКП(б).
У 1932 році закінчив два курси сільськогосподарського інституту.
Потім перебував на відповідальній партійній роботі.
З грудня 1938 до 17 травня 1941 року — завідувач сільськогосподарського відділу Вінницького обласного комітету КП(б)У.
17 травня 1941 — липень 1941 року — 3-й секретар Вінницького обласного комітету КП(б)У.
З червня 1941 до 1944 року — в Червоній армії. Служив відповідальним секретарем армійської партійної комісії політвідділу 4-ї гвардійської армії, учасник німецько-радянської війни. Воював на Південному, Воронезькому, Степовому, 2-му Українському фронтах.
У березні — червні 1944 року — в.о. 3-го секретаря Вінницького обласного комітету КП(б)У.
Помер 9 серпня 1944 року. Похований в парку імені Козицького у Вінниці. Могила віднесена до переліку пам'яток історії місцевого значення.

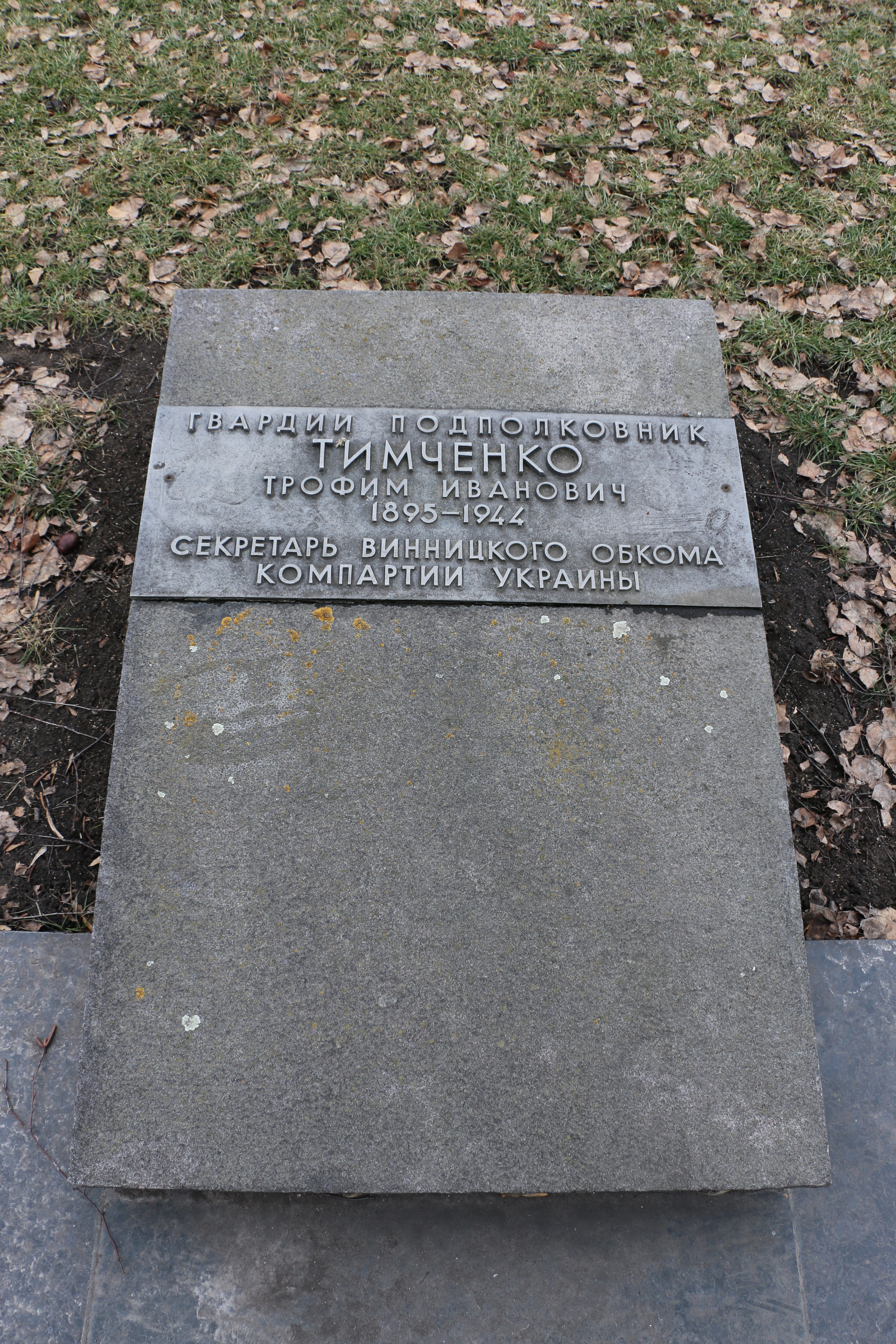
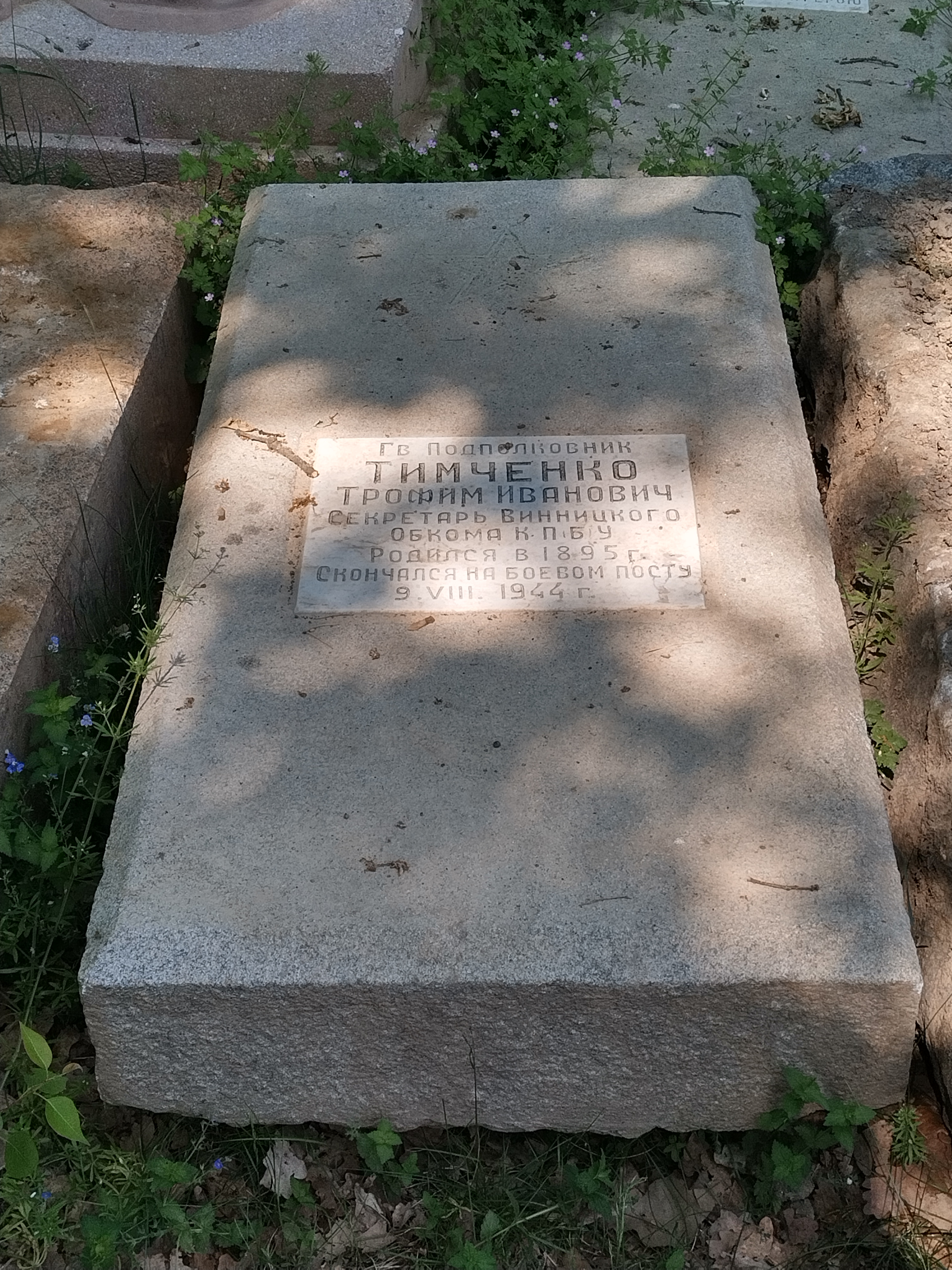
Меморіальна плита Трохиму Тимченку, яка знаходиться на території музею

## Звання
- полковий комісар (19.07.1940)
- гвардії підполковник (19.11.1942)

## Нагороди та відзнаки
- орден Вітчизняної війни ІІ ст. (19.11.1943)